# شانا (خبرگزاری)
شانا یا خبرگزاری شانا، با نام کامل شبکه اطلاع‌رسانی نفت و انرژی، خبرگزاری رسمی وزارت نفت ایران است، که در زمینه اطلاع‌رسانی و پوشش خبری کلیه مطالب حوزه نفت، گاز و پتروشیمی در ایران فعالیت می‌کند.
خبرگزاری شانا در پاییز سال ۱۳۸۱ توسط اداره کل روابط عمومی وزارت نفت و با کوشش اکبر نعمت‌الهی تأسیس شد و هم‌اکنون به‌عنوان متولی خبررسانی در حوزه‌های نفت، گاز، پالایش و پتروشیمی در ایران شناخته می‌شود. در حال حاضر کلیه اخبار، رویدادها و گزارش‌های مربوط به شرکت ملی نفت ایران، شرکت ملی پالایش و پخش فرآورده‌های نفتی ایران، شرکت ملی صنایع پتروشیمی ایران و شرکت ملی گاز ایران، همچنین کلیه شرکت‌های تابعه و فرعی آنها، از مجرای خبرگزاری شانا منتشر می‌شود.